# The New Zapp IV U
The New Zapp IV U è il quarto album in studio del gruppo musicale statunitense Zapp, pubblicato nel 1985.

## Tracce
1. It Doesn't Really Matter – 5:28
2. Computer Love – 4:51
3. Itchin' for Your Twitchin' – 4:05
4. Radio People – 5:55
5. I Only Have Eyes 4 U – 4:45
6. Rock 'n' Roll – 4:51
7. Cas-Ta-Spellome – 3:33
8. Make Me Feel Good – 5:17
9. Ja Ready to Rock – 4:18